# Друкер, Шарон
Шарон Друкер (ивр. שרון דרוקר‎; р. 26 июля 1967, Петах-Тиква) — бывший израильский баскетболист и баскетбольный тренер. Обладатель Кубка УЛЕБ 2004 года с командой «Хапоэль» (Иерусалим), победитель Кубка Евровызова ФИБА 2006 года с командой «Урал-Грейт» (Россия), чемпион Израиля и Бельгии, двукратный обладатель звания «тренер года» в Израиле.

## Игровая карьера
Шарон Друкер вырос в молодёжной команде «Маккаби» (Петах-Тиква) и первые годы во взрослом баскетболе провёл в этом же клубе, а позже в «Маккаби» (Кирьят-Моцкин). В сезоне 1990/91 годов Друкер, выступавший за «Хапоэль» (Эйлат), вышел с этой командой из второго дивизиона чемпионата Израиля. Три года спустя в составе «Маккаби» (Кирьят-Моцкин) он также боролся за выход в Национальную лигу. В 28 лет он завершил выступления из-за травмы ноги.

## Тренерская карьера
Через год после окончания игровой карьеры Шарон Друкер начал работать тренером. После трёх сезонов в качестве помощника главного тренера клуба «Маккаби» (Раанана) он сам занял пост главного тренера и в первый же свой сезон, завоевав для Раананы серебряные медали национального первенства, был удостоен звания «тренер года». После объединения команды с клубом Бней Герцлия в 2002 году он перешёл в «Хапоэль» (Верхняя Галилея) и второй раз за карьеру добился звания тренера года, завоевав с новой командой второе место в чемпионате Израиля.
Тренерская карьера Друкера в иерусалимском «Хапоэле» продолжалась два года. Её пиком стало завоевание в 2004 году Кубка УЛЕБ. После победы в финале над мадридским «Реалом», самым именитым клубом Европы, иерусалимцы стали первой после «Маккаби» (Тель-Авив) израильской командой, завоевавшей европейский баскетбольный кубок. В израильских турнирах клуб, напротив, не блистал и после второго сезона расстался с Друкером.
Приняв в 2005 году под своё начало пермский «Урал-Грейт», в конце сезона Друкер добавил к своему послужному списку ещё один европейский баскетбольный трофей. На этот раз его команда выиграла Кубок Евровызова ФИБА. На ранних этапах пермская команда победила соперников из Дубровника и Ашкелона, а в полуфинале одолела люблянскую «Олимпию». В финальной серии «Урал-Грейт» решил свою задачу уже в первом матче на площадке соперников, украинского «Химика», победив с разницей в 13 очков.
После краткого пребывания в вильнюсском «Летувос Ритас», с руководством которого он разошёлся в «видении ролей литовских и приезжих игроков в команде», Друкер возглавил бельгийский клуб «Остенде» и привёл его к дублю, выиграв чемпионат и Кубок Бельгии. По окончании сезона он покинул клуб, но неудачи нового тренера заставили руководство команды обратиться к израильтянину с просьбой о возвращении.
В декабре 2008 года Друкер перешёл в ведущий израильский клуб «Маккаби» (Тель-Авив). Он стал помощником главного тренера Пини Гершона. Контракт был заключён на три сезона. В первый год Друкер завоевал с «Маккаби» чемпионский титул, а на следующий год Кубок Израиля, но проигрыш в финале внутреннего первенства «Хапоэлю» (Гильбоа-Верхняя Галилея) заставил команду досрочно сменить тренерскую бригаду.
В июне 2010 года с Друкером подписал контракт один из ведущих клубов Греции, «Арис» (Салоники). Клуб, переживший двукратное сокращение бюджета, неуверенно провёл старт сезона в национальной лиге, проиграв большинству основных соперников, но в Еврокубке успешно преодолел групповой этап с пятью победами в шести играх, в том числе дважды над бывшей командой Друкера, «Хапоэлем» из Верхней Галилеи. Тем не менее выступления команды не удовлетворяли руководство и болельщиков и в январе 2011 года было принято решение заменить Друкера на Янниса Сферопулоса; в последний момент сделка сорвалась и Друкер остался на позиции тренера, но 12 февраля клуб объявил о его увольнении и пригласил на должность главного тренера Слободана Суботича. В конце апреля Друкер подписал контракт с итальянской командой «Сутор» (Монтегранаро) и сумел за оставшиеся три игры чемпионата удержать её в Лиге А чемпионата Италии.